# Julius Oelkers
Julius Oelkers (* 11. August 1882 in Hannover; † 9. Mai 1963 in Hannoversch Münden) war ein deutscher Forstwissenschaftler und Hochschullehrer an der Forstakademie Hann. Münden.
Er studierte ab 1902 Forstwissenschaft an der Königlich Preußischen Forstakademie Hannoversch Münden. Zu dieser Zeit wurde er zudem Mitglied der Forstakademischen Gesellschaft Freia. Oelkers war später Leiter der Provinzialforste von Hannover und Rektor der Forstakademie Hann. Münden. Er leitete das Institut für Waldbau von 1922 bis 1948. Im November 1933 unterzeichnete er das Bekenntnis der deutschen Professoren zu Adolf Hitler.

## Schriften
- Waldbau, Schaper 1930
- Vorwort zu Karl Lotze: Das Ansprechen des Hirsches, 15. Aufl. 1993 ISBN 978-3794400317